# Melen (quartier)
Pour les articles homonymes, voir Melen (homonymie).
Melen est un quartier situé à l'ouest de Yaoundé, dans l'arrondissement de Yaoundé VI et limitrophe aux quartiers Obili, Eba et le camp de la garde présidentielle au Cameroun.

## Historique
Avant la colonisation allemande, Melen porte la dénomination de Elig Mebama. La principale caractéristique de la zone à l'arrivée des colons est le fait que la route centrale soit recouverte de palmiers sur ses bordures. La route part de Ngoa-Ekele à Obili et est appelée par les Ewondo "djong melen", traduit par "la route des palmiers". "Djong melen" finit par se contracter en appellation "Melen", initiative des colons, afin d'arriver à le prononcer comme les autochtones. Melen est un territoire sous-occupation de la famille Mvog Atemengue et dirigé par un seul chef. Les palmiers des bordures sont plus tard détruits pour des raisons d'agrandissement de la route.
Melen est pluriel de "allen" qui signifie en Ewondo "palmier à huile".  
En 1974, le quartier se partitionne en plusieurs zones.

### Cas de Melen IV
Melen IV est la partie qui abrite secteur appelé Mini-Ferme (surnommé "rue de la joie"), en rapport avec le fait qu'il ait existé une ferme dans ces environs. La zone est surtout réputée pour son insécurité et la pratique de la prostitution. À l'établissement de Melen IV, la famille Mvog Fouda, l'une des descendances de la famille Mvog Atemengue, est la première à élire domicile. Toute l'espace foncier de cette partie de Melen est la propriété de cette famille, et ceci reconnu administrativement.

### Cas de Melen VIII
la zone Melen VIII elle-même se décompose en sous-zones, dont l'une d'elle, Melen VIII B, est à l'origine composée des familles Mvog Atemengue et Ndong. Avec le décret présidentiel portant sur la réorganisation administrative de la communauté urbaine de Yaoundé en 1993, certaines portions de Melen VIII B se retrouve à dans  l'arrondissement de Yaoundé III et d'autres dans Yaoundé VI.

### Exode rural
À partir de 1950, l'exode rural draine des allogènes de divers origines. Les premiers sont les Beti non originaires de Yaoundé. Ensuite suivent les ressortissants de la région de l'Ouest, du Nord-Ouest Cameroun d'autres allogènes comme les bassa. Ceci faisant, les autochtones du quartier Melen deviennent minoritaires.

## Divers
En 2019, lors de la 33ème édition de la journée mondiale de l'habitat, Melen remporte le concours du quartier le plus propre de la capitale.
En 2023, à la suite du meurtre d'un sergent chef de la garde présidentielle, Mini-Ferme subit la fermeture des débits de boissons, motels, auberges et salles de jeux sur ordre du sous-préfet de Yaoundé VI. Le 3 juillet 2023, l'administrateur civil, annule la décision permettant la reprise des activités économiques.

## Sources et références
1. 1 2 3 4 5 6  « Memoire Online - Philanthropie et développement local à Yaoundé. Cas des associations des quartiers Melen 4 et Melen 8 Onana Meuble - Chrysleine Chantale KAMGA KAMGA », sur Memoire Online (consulté le 20 avril 2025)
2. 1 2  « Bonaberi.com : Cameroun: origine des quartiers de Yaoundé », sur Bonaberi.com (consulté le 20 avril 2025)
3. ↑  237online, « Le Cameroun: un garde présidentiel assassiné, Mini-ferme de Yaoundé sous le choc », sur 237online.com, 3 juillet 2023 (consulté le 20 avril 2025)
4. ↑  Gustave Epok, « Hygiène et salubrité : Melen est le quartier le plus propre de la capital politique du Cameroun en 2019 », sur Actu Cameroun, 9 octobre 2019 (consulté le 20 avril 2025)
5. ↑  237online, « Cameroun : un acte tragique à Mini-ferme Melen menace la paix des débits de boissons », sur 237online.com, 3 juillet 2023 (consulté le 20 avril 2025)
6. ↑  237online, « Au Cameroun, le quartier Mini Ferme se vide: les bars et auberges sous scellés », sur 237online.com, 3 juillet 2023 (consulté le 20 avril 2025)
7. ↑  « Notre objectif est de mettre un terme au désordre », sur www.cameroon-tribune.cm (consulté le 20 avril 2025)